# La Maladie de Sachs
La Maladie de Sachs è un film del 1999 diretto da Michel Deville, tratto dal romanzo del 1998 di Martin Winckler La malattia di Sachs.

## Trama
Il dottor Sachs, unico medico in una piccola cittadina francese, sembrerebbe in apparenza dedito e compassionevole. Tuttavia, in privato non è felice del suo lavoro e non gli piacciono la maggior parte dei suoi pazienti, tra cui un malato di cuore che rifiuta un intervento chirurgico salvavita e un uomo la cui moglie vuole fare sesso tre volte al giorno. Per arrotondare le sue entrate, il dottor Sachs pratica aborti in una città vicina. Qui incontra Pauline Kasser, una giovane donna, e sono attratti l'uno dall'altra. Pochi giorni dopo, si incontrano in libreria e la loro relazione inizia a sbocciare.

## Accoglienza
Il film ha registrato 310 599 spettatori al botteghino francese, per un incasso pari a 1 762 615 dollari a fronte di un budget di circa 4,1 milioni di dollari.

## Riconoscimenti
- 1999 – Festival internazionale del cinema di San Sebastián
  - Concha de plata al miglior regista a Michel Deville
  - Premio del jurado al mejor guión a Rosalinde Deville e Michel Deville
- 1999 – Premi César
  - Candidatura per il miglior regista a Michel Deville
  - Candidatura per il migliore attore ad Albert Dupontel
  - Candidatura per la migliore sceneggiatura a Rosalinde Deville e Michel Deville
- 2000 – Festival internazionale del cinema di Chicago
  - Hugo d'oro al miglior film
- 2000 – Premi del sindacato francese della critica cinematografica[2]
  - Miglior film francese